# Православ'я в Боснії і Герцеговині
Православ'я в Боснії і Герцеговині — має складну і суперечливу історію. Власне християнство поширилося на території Римської Іллірії ще за часів пізньої античності, коли його сповідували романізовані волохи. Масове заселення цієї гірської горбистої місцевості слов'янами почалося в VII–IX століттях. Після тимчасових потрясінь, викликаних слов'янськими навалами, Візантійська імперія відновила контроль над внутрішніми балканськими регіонами, перетворившись фактично на православну греко-слов'янську державу XI-XII століть.
Однак, південні слов'яни Боснії і Герцеговини розташовувалися на периферії імперії, на кордоні із західним (католицьким) світом. Через постійні міжконфесійні протиріччя після 1054 року, коли західна і східна православні церкви наслали одна на одну анафему, слов'яни Боснії і Герцеговини, що проживали до того ж в ізольованих один від одного гірських регіонах, втратили певний орієнтир. Набуває поширення так звана секта богомилів. 1220 року Святий Сава створив на території Боснії Дабарську єпархію. Втомлені від релігійних чвар богомили активно приймають іслам у XV–XVIII століттях, під час османського панування. Західні регіони Герцеговини переходять у католицтво.
Разом з мусульманськими територіями вони утворюють сучасну хорватсько-мусульманську федерацію (51 % території). А східні й північно-західні регіони сучасної Боснії і Герцеговини (нині це території автономної Республіки Сербської або 49 % території Боснії і Герцеговини), зберігають православ'я. Наразі прихильність до тієї, чи іншої конфесії визначається в основному національністю: серби — сповідують православ'я (31%), хорвати — католицизм (15%). Серби й хорвати, які сповідують іслам, називають себе бошняки або мусульмани (40%).